# Scaphochlamys klossii
Scaphochlamys klossii là một loài thực vật có hoa trong họ Gừng. Loài này được Henry Nicholas Ridley miêu tả khoa học đầu tiên năm 1907 dưới danh pháp Gastrochilus klossii. Năm 1950, Richard Eric Holttum chuyển nó sang chi Scaphochlamys.

## Mẫu định danh
Mẫu định danh:
- Nguyên chủng: Kloss C.B. s.n.; thu thập năm 1905 tại tọa độ 1°50′0″B 103°54′0″Đ / 1,83333°B 103,9°Đ gần Gunung Panti, Johor, Malaysia bán đảo. Mẫu holotype lưu giữ tại Vườn Thực vật Hoàng gia tại Kew (K).
- Thứ glomerata: Corner E.J.H. SFN 30952; thu thập ngày 14 tháng 4 năm 1936, tại tọa độ 1°50′0″B 103°54′0″Đ / 1,83333°B 103,9°Đ gần Gunung Panti, Johor, Malaysia bán đảo. Mẫu holotype lưu giữ tại Vườn Thực vật Singapore (SING), các isotype lưu giữ tại Trung tâm Nghiên cứu Sinh học Indonesia ở Cibinong (BO), Vườn Thực vật Hoàng gia tại Edinburgh (E) và Vườn Thực vật Hoàng gia tại Kew (K).
- Thứ minor: Corner E.J.H. SFN 30743;  thu thập ngày 20 tháng 1 năm 1936, tại tọa độ 1°50′0″B 103°54′0″Đ / 1,83333°B 103,9°Đ, cao độ dưới 800 ft (244m), Ulu Segun, gần Gunung Panti, Johor, Malaysia bán đảo. Mẫu lectotype lưu giữ tại Vườn Thực vật Singapore (SING), các isolectotype lưu giữ tại Trung tâm Nghiên cứu Sinh học Indonesia ở Cibinong (BO) và Vườn Thực vật Hoàng gia tại Kew (K).

## Phân bố
Đông nam bang Johor, Malaysia bán đảo. Phổ biến trong các rừng đầm lầy xung quanh sông Sedili và các chi lưu, nói chung mọc thành các cụm trong các chỗ trũng ẩm ướt.

## Các thứ
Chia ra thành 3 thứ như sau:
- Scaphochlamys klossii var. glomerata Holttum, 1950
- Scaphochlamys klossii var. klossii: Nguyên chủng.
- Scaphochlamys klossii var. minor Holttum, 1950

## Mô tả
Thân rễ bò lan hoặc hơi mọc hướng lên, các thành phần ngắn, dài với rễ khỏe. Cấc chồi kế tiếp khá gần nhau, mỗi chồi với 4-6 lá hoặc hơn. Lá nhiều gần như xếp thành 2 dãy, cuống lá dài 0,25-7 inch (1–18 cm), thanh mảnh, có bẹ bao quanh khoảng một nửa chiều dài, có cánh nhiều hay ít và có rãnh, mặt dưới có lông nhiều hay ít; các thùy lưỡi bẹ rộng, hình tam giác, dài 6–10 mm; bẹ với mép có lông áp ép rộng và mỏng, dài tới 15 cm; phiến lá hơi mọng, hình trứng ngược hẹp hoặc hình elip hoặc phần rộng nhất phía trên điểm giữa, hơi bất đối xứng, đáy hình nêm hoặc phiến lá hẹp dần thành đáy men xuống, đỉnh nhọn đột ngột hoặc nhọn ngắn, dài 8-12 inch (20–30 cm) rộng 2-4 inch (5–10 cm); mặt trên xanh lục sẫm, nhẵn nhụi; mặt dưới xanh lục nhạt, có lông nhiều hay ít. Cụm hoa đầu cành với cán hoa dài 2–6 cm, có lông mịn. Cành hoa bông thóc từ hình trụ đến hình trứng hay hình elipxoit, nhọn, dài 3-3,5 inch (7,5–9 cm), rộng 1-1,2 inch (2,5–3 cm). Lá bắc hình mác tới hình trứng hẹp, nhọn, dài 2,7-3,5 cm, rộng 1-1,4 cm, 2–4 mm ở phần mép mỏng và nhăn, màu xanh lục, rậm lông len nhiều hay ít nhưng đặc biệt rậm trên các mép mỏng, lông mịn, áp ép, xếp lợp chặt, thường che khuất trục cụm hoa, nhưng lỏng lẻo hơn ở các cụm hoa dài; mép cụp trong tới đỉnh. Lá bắc con hình mác nhọn thon, thường dài 6–8 mm, đôi khi ở các cụm hoa thành phần với ít hoa thì dài tới 0,5-0,75 inch (1,2-1,9 cm), thuôn dài, có mấu nhọn, có 1-2 gân to rõ nét và các gân con nhỏ hơn, có lông nhiều hay ít, bao quanh 2 hoa. Hoa 3-8 ở nách mỗi lá bắc, sắp xếp trong cụm hoa thành phần 2 tầng, toàn bộ được bao bọc trong lá bắc thứ hai dài 1,8-2,2 cm với mép cụp trong gặp nhau tại đáy, mỗi hoa với một lá bắc con ngắn hơn. Đài hoa với bầu nhụy dài 0,8-1,2 cm; đài mỏng, hình ống, có răng không đều. Tràng hoa có lông tơ; ống tràng thanh mảnh, dài khoảng 1,8 cm; các thùy tràng màu trắng, dài ~7 mm, rộng ~4 mm, thùy tràng lưng với đỉnh nhọn. Nhị lép dài xấp xỉ thùy tràng, rộng 5 mm, đỉnh thuôn tròn hơi uốn ngược, màu trắng. Cánh môi dài và rộng ~1,2 cm, gần tròn, hơi có 2 thùy với các thùy nhăn uốn ngược, màu trắng với các đường màu tím hoa cà nhạt đặc biệt gần đỉnh họng và dải giữa màu vàng chanh nhạt. Chỉ nhị rất rộng, dài ~2 mm. Bao phấn thẳng, dài ~3 mm, túi bao phấn rời và nhọn ở đáy; mô kết nối thuôn dài ở đỉnh với mào bao phấn hình trứng dài 2 mm và rộng 3 mm, thuôn tròn, nguyên hay hơi có thùy và nhăn uốn ngược. Bầu nhụy 3 ngăn, có lông mịn. Quả hình elipxoit, dài ~1,2 cm, chứa 1-3 hạt. Hạt hình elipxoit với áo hạt xé rách tới đáy.

### S. klossiivar.glomerata
Thân ít lá, chen chúc; phiến lá tới 20 × 7 cm; bẹ lá dài 5–8 cm; lá bắc gần nhẵn nhụi, đối diện ~7 hoa, mép lá bắc hơi nhăn; đôi khi gần mép lá có các vạch màu trắng bạc trang trí.

### S. klossiivar.minor
Cây rất nhỏ; phiến lá tới 20 × 5 cm; cuống lá thanh mảnh; cụm hoa lỏng lẻo, dài 8 cm (gồm cả cán hoa); lá bắc ít, đối diện 2-3 hoa. Phổ biến, thường mọc thành các cụm trong các rừng đầm lầy hay trên các sườn đồi, trong các chỗ trũng ẩm ướt.